# Gustav Neumann (Politiker, 1874)
Gustav Ferdinand Neumann (* 5. Dezember 1874 in Wirbeln (Kreis Insterburg); † nach 1926) war ein deutscher Lehrer und Politiker (SPD).
Neumann besuchte die Volksschule, Präparandenanstalt und das Lehrerseminar. Er legte zunächst die Mittelschullehrerprüfung ab und arbeitete als Mittelschullehrer in Königsberg. Später bildete er sich durch ein Universitätsstudium weiter und legte die Rektorprüfung ab. Er wurde wissenschaftlicher Hilfsarbeiter im preußischen Ministerium für Wissenschaft, Kunst und Volksbildung. Vor 1921 war er Regierungs- und Schulrat in Marienwerder, seit 1921 Regierungs- und Schulrat in Königsberg, zeitweise auch in Gumbinnen. 1925 wurde er a.W. (auf Wartegeld) versetzt.
Neumann gehörte der SPD an. Für seine Partei und den Wahlkreis 1 (Ostpreußen) war er von 1919 bis 1921 Mitglied der verfassunggebenden preußischen Landesversammlung. 1921 bis 1925 gehörte er für den Wahlkreis Marienwerder (Gumbinnen) dem Provinziallandtag der Provinz Ostpreußen an. Dort war er im 48. Landtag Fraktionsvorsitzender der SPD. Ab 6. April bzw. 27. Juli 1921 war er Stellvertretender Vorsitzender des Provinziallandtags. 1921 bis 1926 war er Mitglied im Preußischen Staatsrat.
Daneben war er 1916 bis 1919 Schriftleiter der Lehrerzeitung für Ost- und Westpreußen.